# Lauteraarhorn
Le Lauteraarhorn, culminant à 4 042 m d'altitude, est un sommet situé à l'extrémité est du massif de l'Aar-Gothard, dans les Alpes bernoises à la limite des communes de Grindelwald et de Guttannen. Il est le deuxième sommet du groupe Schreckhorn-Lauteraarhorn. Il se trouve à l'intérieur d'un cirque de montagnes sauvages et paraît particulièrement imposant à partir du col du Grimsel.

## Toponymie
Lauteraarhorn peut se traduire littéralement de l'allemand par « dent massive de l'Aar ».

## Géographie

### Situation

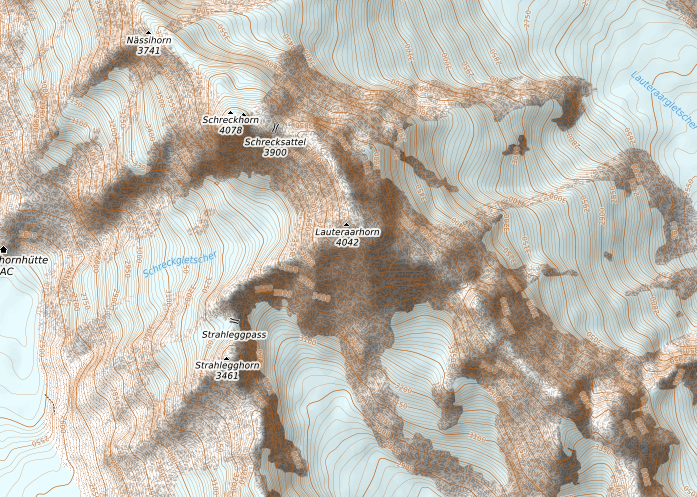
Carte topographique du Lauteraarhorn.

Le Lauteraarhorn se situe dans le canton de Berne et l'arrondissement administratif d'Interlaken-Oberhasli. Il n'est pas le plus haut sommet du canton de Berne (4 042 m), étant légèrement dépassé par le Schreckhorn, son voisin, haut de 4 078 m. Il forme avec le Schreckhorn un chaînon dominant la vallée de Grindenwald.

### Topographie
Vu du Grimsel, le Lauteraarhorn a une forme dentelée. La face nord est neigeuse et sa face sud est à dominante rocheuse. Il est campé sur ses trois arêtes :
- l'arête nord-ouest hérissée d'une série de gendarmes qui la relie au Schreckhorn via la Schrecksattel ;
- l'arête sud-ouest qui s'abaisse jusqu'au col de Strahlegg ;
- l'arête sud-est neigeuse qui s'abaisse vers le glacier de l'Unteraar.

Le Lauteraarhorn comprend, outre son sommet principal au sud, deux pointes bien identifiables mais anonymes sur son arête nord-ouest à 4 015 m (sommet nord) et 4 014 m (sommet central). Il appartient au massif de l'Aar-Gothard et est entouré par de larges glaciers : le Lauteraargletscher et le Strahlegggletscher (qui nourrissent l'Unteraargletscher) et l'Obers Ischmeer.

### Géologie
Les roches qui constituent le Lauteraarhorn datent de l'ère paléozoïque et sont formées de gneiss de bonne qualité et de granite.

## Premières ascensions
- 1842 : versant sud puis arête sud-est, voie normale, par les guides Melchior Bannholzer, Jakob Leuthold et D. Bridger et les scientifiques Louis Agassiz, géologue et glaciologue neuchâtelois, Pierre Jean Édouard Desor, Christian Girard, Arnold Escher von der Linth. Ils voulaient d'abord atteindre le voisin Schreckhorn, plus haut (4 078 m), mais se sont perdus dans le brouillard. Ils logeaient sur la moraine médiane du glacier de l'Unteraar, sous un gros bloc qui a pris depuis le nom d'« Hôtel des Neuchâtelois ». Agassiz effectuait des mesures et est à la base de la théorie des glaciations, donnant enfin une explication à la présence de blocs de granite et de gneiss dans la région neuchâteloise (blocs erratiques)[2].
- 1881 : versant ouest : John Baumann, Johann Jaun, John Oakley Maund, Andreas Maurer, Émile Rey.
- 1888 : hivernale par les guides Ulrich Almer, Johann Kaufmann, Émil Boss et Margaret Anne Jackson.
- 1902 : traversée Schreckhorn-Lauteraarhorn par Helene Kuntze, Peter et Rudolf Bernet.
- 1937 : arête sud-ouest par Adolf Rubi, Edmund Wunderlich et Ernst Bürki.

## Alpinisme

### Voies d'accès
Les plus classiques sont :

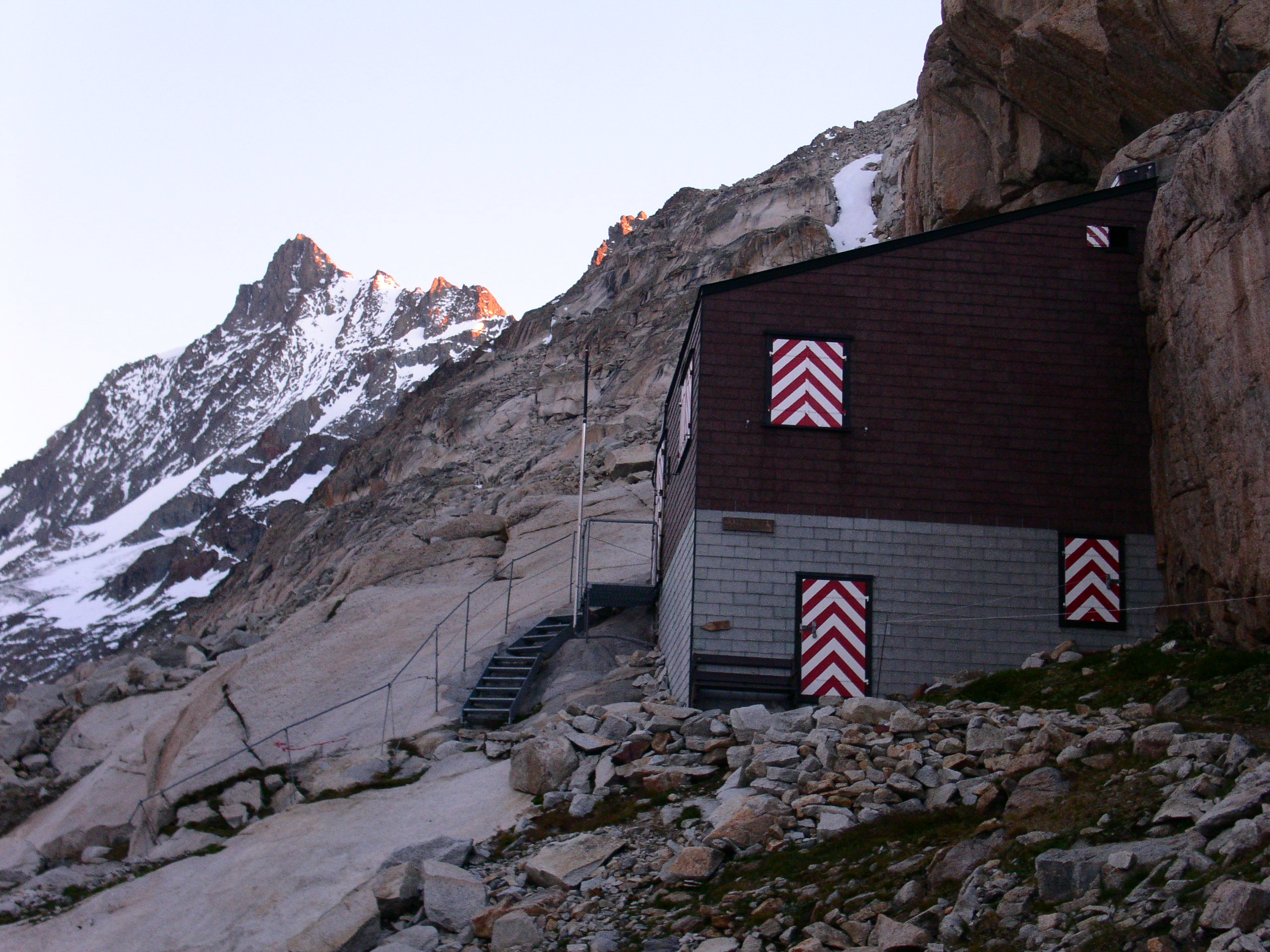
Le bivouac de l'Aar et le Lauteraarhorn

- la voie normale par le couloir face sud et l'arête sud-est (AD-) ;
- l'arête nord-ouest ou Lauteraargrat (D) ;
- l'arête sud-ouest (D+) ;
- la traversée Schreckhorn-Lauteraarhorn (D+). La traversée emprunte l'arête nord-ouest l'arête nord-ouest (et ses gendarmes) du Lauteraarhorn à partir du Schreckstattel.

### Points de départ
Il est difficilement accessible à partir de la vallée de l'Aar ; près de 22 km de marche sont nécessaires pour atteindre le bivouac.
- Cabane du Schreckhorn (2 485 m), propriété du Club alpin suisse que l'on atteint depuis Grindelwald.
- Cabane de Gleckstein (2 317 m), propriété du Club alpin suisse que l'on atteint depuis Grindelwald.
- Cabane de Lauteraar (2 392 m), propriété du Club alpin suisse que l'on atteint à partir de l'hospice du Grimsel.
- Bivouac de l'Aar (2 731 m), propriété du Club alpin suisse que l'on atteint à partir de l'hospice du Grimsel.